# 대한민국 상법 제530조
대한민국 상법 제530조는 준용규정에 대한 상법 회사법의 조문이다.

## 조문
第530條 (準用規定) ① 削除  <1998.12.28>
②第234條, 第235條, 第237條 내지 第240條, 第329條의2, 第374條第2項, 제374조의2제2항 내지 제5항 및 第439條第3項의 規定은 株式會社의 合倂에 관하여 이를 準用한다. <改正 1995.12.29, 1998.12.28, 2001.7.24>
③第440條 乃至 第444條의 規定은 會社의 合倂으로 因한 株式倂合 또는 株式分割의 境遇에 準用한다. <改正 1998.12.28>
④第339條와 第340條第3項의 規定은 株式을 倂合하지 아니하는 境遇에 合倂으로 因하여 消滅하는 會社의 株式을 目的으로 하는 質權에 準用한다.

## 같이 보기
- 대한민국 상법 제235조 합병의 효과